# Bronisław Kielar
Bronisław Kielar (ur. 1945 w Bliznem) – polski inżynier mechanik, nauczyciel, działacz polityczny i sokoli.

## Życiorys
Bronisław Kielar urodził się 25 grudnia w 1945 w Bliznem. Kształcił się w Zespole Szkół Mechanicznych w Sanoku, gdzie w 1962 ukończył szkołę zawodową w zawodzie blacharza, a w 1966 r. ukończył technikum mechaniczne dla pracujących, otrzymując tytuł technika mechanika o specjalności obróbka skrawaniem. Tytuł inżyniera mechanika uzyskał na Politechnice Krakowskiej (specjalność: samochody i ciągniki), a tytuł magistra na Politechnice Rzeszowskiej (specjalność: technologia wytwarzania maszyn). Ponadto ukończył studium pedagogiczne. Pracował w Sanockiej Fabryce Autobusów „Autosan” i w Sanockich Zakładach Przemysłu Gumowego „Stomil”. Później podjął pracę nauczyciela w Zespole Szkół Zawodowych w Sanoku, gdzie wykładał przedmioty zawodowe, prowadził pracownię fryzjerską i krawiecką oraz kółka: filatelistyczne, szachowe i fotograficzne, a przez 10 ostatnich lat pracy pełnił funkcję kierownika szkolenia praktycznego.
Został działaczem Komitetu Obywatelskiego „Solidarność” w Sanoku, z ramienia którego w wyborach samorządowych w 1990 uzyskał mandat radnego Rady Miasta Sanoka. W wyborach samorządowych 1998 uzyskał mandat radnego Rady Powiatu Sanockiego startując z listy Akcji Wyborczej Solidarność oraz zasiadł w zarządzie powiatu. W wyborach samorządowych 2002 bezskutecznie ubiegał się o mandat Rady Miasta Sanoka, startując z listy Komitet Wyborczy Polska Unia Gospodarcza. W wyborach samorządowych 2006 bez sukcesu startował do Rady Powiatu Sanockiego z listy KW Prawo i Sprawiedliwość. W wyborach samorządowych 2010 ponownie ubiegał się bez powodzenia o mandat Rady Miasta Sanoka startując z listy KW PiS.
Został powołany do zespołu organizacyjnego „Tygodnik Sanocki” uchwałą Rady Miasta Sanoka z 29 listopada 1990. Został członkiem rady nadzorczej Zespołu Opieki Zdrowotnej w Sanoku oraz sekretarzem Fundacji „Alpy–Karpaty”. Był autorem artykułu pt. Wznowienie działalności „Sokoła” w Sanoku, opublikowanego w tomie VIII „Rocznika Sanockiego” z 2001.
Zaangażował się w działalność reaktywowanego sanockiego gniazda Polskiego Towarzystwa Gimnastycznego „Sokół”, w którym w czerwcu 2000 został wiceprezesem (ponownie wybrany w 2003), a w 2005 prezesem (ponownie wybierany w 2008, 2012, 2015, 2018, 2021). Był współautorem publikacji pt. 125 lat historii „Sokoła” w Sanoku 1889–2014, wydanej w 2014. Wraz z zarządem TG „Sokół” w Sanoku poczynił starania, dzięki którym został ocalony pisany ręcznie w 1905 przez dh. Stanisława Budweila, następnie przepisany i wydany „Śpiewnik Sokoli” zawierający 67 pieśni. Autor publikacji pt. 130 lat sanockiego „Sokoła” 1889-2019.
Jego żoną jest Maria (nauczycielka matematyki), ma dwóch synów (Tomasz i Mirosław).

## Ordery i odznaczenia
- Krzyż Kawalerski Orderu Odrodzenia Polski (postanowieniem prezydenta Andrzeja Dudy z 31 stycznia 2017 za wybitne zasługi w kształtowaniu postaw patriotycznych młodzieży, za działalność społeczną)[28][29][30]
- Złota Odznaka Honorowa Polskiego Związku Filatelistów (1986)[potrzebny przypis]
- Tytuł „Zasłużony dla Regionu Podkarpacia NSZZ Solidarność” (2010)[31].
- Złoty Znak Sokoła (2012)[32][33]
- Srebrna Honorowa Odznaka „Zasłużony dla Hufca ZHP Ziemi Sanockiej” (2015)[34][35][36]
- Złota Honorowa Odznaka „Sokół Sanok” (2017)[potrzebny przypis]